# 古利斯坦条约
《古利斯坦条约》（俄语：Гюлистанский договор，波斯語：‎）是俄罗斯帝国和波斯于1813年10月24日在古利斯坦村（今阿塞拜疆戈兰博伊区）订立的一项和约。

## 历史
1804年至1813年，俄罗斯与波斯爆发战争，俄罗斯击败波斯。此条约确认波斯割让今达吉斯坦、格鲁吉亚东部、阿塞拜疆共和国大部和亚美尼亚北部予俄罗斯。